# كلينتون فورد
كلينتون فورد (بالإنجليزية: Clinton Ford)‏ هو مغني بريطاني، ولد في 4 نوفمبر 1931 في سالفورد في المملكة المتحدة، وتوفي في 21 أكتوبر 2009 في جزيرة مان.

## وصلات خارجية
- كلينتون فورد على موقع IMDb (الإنجليزية)
- كلينتون فورد على موقع ميوزك برينز (الإنجليزية)
- كلينتون فورد على موقع ديسكوغز (الإنجليزية)